# NGC 6817-1
NGC 6817-1 is een spiraalvormig sterrenstelsel in het sterrenbeeld Draak. Het hemelobject werd op 10 september 1885 ontdekt door de Amerikaanse astronoom Lewis A. Swift.

## Synoniemen
- MCG 10-28-5
- ZWG 303.4
- PGC 63431